# Menenia hypoleuca
Menenia hypoleuca är en insektsart som först beskrevs av Victor Antoine Signoret 1855.  Menenia hypoleuca ingår i släktet Menenia och familjen lyktstritar. Inga underarter finns listade i Catalogue of Life.